# Resurrección (álbum de Hombres G)
Resurrección es el duodécimo álbum de estudio de la banda de rock Hombres G, Publicado el 15 de marzo de 2019.
El disco en el que se puede apreciar la madurez que ha tomado el grupo durante los últimos años. El disco se ha posicionado en el número 1 de ventas en España. La opinión de la crítica especializada es favorable.

## Listado de canciones
| N.º   | Título                     | Duración |  |
| 1.    | «Con los brazos en cruz»   | 3:44     |  |
| 2.    | «Confía en mí»             | 2:58     |  |
| 3.    | «Desde el minuto uno»      | 3:29     |  |
| 4.    | «Llegar a la noche»        | 4:13     |  |
| 5.    | «Desde dentro del corazón» | 4:50     |  |
| 6.    | «Resurrección»             | 3:34     |  |
| 7.    | «Que vuelvas ya»           | 3:58     |  |
| 8.    | «Niña»                     | 3:18     |  |
| 9.    | «Otra vez el mar»          | 4:18     |  |
| 10.   | «Resbalar entre tus dedos» | 3:28     |  |
| 11.   | «Junto a ti»               | 3:57     |  |
| 41:00 |                            |          |  |

## Créditos
- David Summers – Voz y bajo.
- Rafa Gutiérrez – Guitarra solista.
- Daniel Mezquita – Guitarra acústica.
- Javier Molina – Batería.

- Datos: Q66476864